# 千代田ラボ
株式会社千代田ラボ（英文社名：Chiyoda Labo Inc. ）は、東京都港区赤坂に本社をおくSEOを中心とした集客・分析・改善のWebプロモーションを行うインターネット関連企業。
2005年9月に設立。成果報酬型SEOサービスの展開を行いながら、SEO対策の行うセミナーなど、講演会を開催していた。

## 沿革
- 2015年4月 - 「株式会社千代田ラボ」設立
- 2015年8月 - テレビ制作企画事業を開始
- 2015年9月 - 本社所在地移転

## サービス
- 検索エンジン最適化アドバイス
- 商品、人物のブランディング企画